# Liste der Baudenkmäler in Moers
Die Liste der Baudenkmäler in Moers enthält die denkmalgeschützten Bauwerke auf dem Gebiet der Stadt Moers in Nordrhein-Westfalen (Stand: 1. Dezember 2024). Diese Baudenkmäler sind in Teil A der Denkmalliste der Stadt Moers eingetragen; Grundlage für die Aufnahme ist das Denkmalschutzgesetz Nordrhein-Westfalen (DSchG NRW).

## Liste der Baudenkmäler in Moers
| Bild              | Bezeichnung                                                     | Lage                                                                                                 | Beschreibung | Bauzeit                  | Eingetragen seit | Denkmal- nummer |
| ----------------- | --------------------------------------------------------------- | --- | --- | ------------------------ | ---------------- | --------------- |
| weitere Bilder    | Preußen-Denkmal                                                 | Mitte Altmarkt Karte                                                                                 | Das von den Moerser Bürgern gestiftete Denkmal (Statue) wurde von Bildhauer Adam Rützel geschaffen. Anlass war die 150-jährige Zugehörigkeit der Grafschaft Moers zu Brandenburg-Preußen, zu deren Feier im Jahr 1852 der preußische König Friedrich Wilhelm IV. die Stadt besuchte. | 1859–1860                | 12.08.1991       | 75              |
| weitere Bilder    | Wohn- und Geschäftsgebäude                                      | Mitte Altmarkt 1 Karte                                                                               | dreigeschossiges Wohn- und Geschäftshaus, seit 2003 mit Gaststätte, das in seiner heutigen Größe drei Häuser aus der Zeit zwischen 1633 und 1636 ersetzte, wovon das linke 1697 die Geburtsstätte des bedeutenden Kirchenlieddichters Gerhard Tersteegen war und das mittlere die öffentliche Waage enthielt | 1907–1908                | 12.08.1991       | 76              |
| weitere Bilder    | Wohngebäude                                                     | Mitte Altmarkt 2/3 Karte                                                                             | | 1907                     | 12.08.1991       | 77              |
| weitere Bilder    | Wohngebäude                                                     | Mitte Altmarkt 4 Karte                                                                               | dreigeschossiges, schmales Backsteingebäude mit asymmetrisch angebrachtem Runderker und doppelgeschossigem geschwungenem Giebel |                          | 10.04.1984       | 37              |
| weitere Bilder    | Wohngebäude                                                     | Repelen Am Jungbornpark 189 Karte                                                                    | |                          | 13.04.1983       | 22              |
| weitere Bilder    | Wohngebäude                                                     | Repelen Am Jungbornpark 232 Karte                                                                    | |                          | 16.01.1984       | 33              |
| weitere Bilder    | Wohngebäude                                                     | Repelen Am Jungbornpark 234 Karte                                                                    | |                          | 06.12.1983       | 34              |
| weitere Bilder    | Wohngebäude                                                     | Repelen Am Jungbornpark 236 Karte                                                                    | |                          | 06.12.1983       | 35              |
| weitere Bilder    | Wohngebäude                                                     | Repelen Am Kolk 4 a/b Karte                                                                          | | 1911                     | 27.09.2010       | 120             |
| weitere Bilder    | Wohngebäude                                                     | Repelen Am Kolk 6 Karte                                                                              | bestehend aus Vorder- und Hinterhaus | 1932                     | 27.09.2010       | 121             |
| weitere Bilder    | Kriegerehrenmal                                                 | Repelen An der Linde Karte                                                                           | mit Grünfläche | 1899                     | 09.04.2015       | 123             |
| weitere Bilder    | Wohngebäude                                                     | Repelen An der Linde 1 Karte                                                                         | |                          | 07.02.1984       | 32              |
| weitere Bilder    | Gasthaus „Zur Linde“                                            | Repelen An der Linde 2 Karte                                                                         | seit 1871 als Gasthof genutzt, um 1900 Wirkungsstätte von „Lehmpastor“ Emanuel Felke |                          | 23.06.1982       | 17              |
| weitere Bilder    | Evangelische Dorfkirche Repelen                                 | Repelen An der Linde 3 Karte                                                                         | Ein auf das 7. Jahrhundert datierter Vorgängerbau wurde vermutlich unter Willibrord erbaut und wird dementsprechend unter anderem dem Kloster Echternach zugeordnet. Der heutige Bau begann im 12. Jahrhundert als dreischiffige Pfeilerbasilika, die dem heiligen Martinus geweiht wurde. Der Anbau des gotischen Chors erfolgte im 15. Jahrhundert. Infolge der Reformation ist die Kirche seit 1560 evangelisch. 1636 entstand nach Einschmelzen der alten Glocken das bis heute erhaltene neue Geläut. Ein neues Dach wurde nach einem Brand im Jahr 1700 errichtet und 1792 ein neuer Turm angebaut. Von 1969 bis 1972 wurden wichtige Erhaltungs- und Instandsetzungsarbeiten ausgeführt. | 12. Jh. 1                | 06.05.1982       | 4               |
| weitere Bilder    | Wohngebäude                                                     | Repelen An der Linde 4 Karte                                                                         | 1997 restauriert und als Teil des Gasthauses „Zur Linde“ umgebaut |                          | 06.12.1983       | 31              |
| weitere Bilder    | Wohngebäude                                                     | Repelen An der Linde 8 Karte                                                                         | |                          | 11.03.1993       | 106             |
| weitere Bilder    | Wohngebäude                                                     | Repelen An der Linde 10 Karte                                                                        | |                          | 13.08.1993       | 107             |
| weitere Bilder    | Wohngebäude                                                     | Repelen An der Linde 12 Karte                                                                        | |                          | 11.03.1993       | 108             |
| weitere Bilder    | ehemaliges Gesundheitsamt, Ärztehaus                            | Mitte Augustastraße 1/Goethestraße 1 Karte                                                           | ursprünglich Kreissparkasse, später Gesundheitsamt, heute Ärztehaus; zweieinhalbgeschossig mit U-förmigem Grundriss; Die nördliche Hauptfassade ist mit je zwei kolossalen Säulen und Pilastern links und rechts neben dem Portal mit Kapitellen sowie einem darüber befindlichen Bogenfeld geschmückt. | 1912                     | 04.08.1987       | 60              |
| BW                | Wohnhaus                                                        | Mitte Augustastraße 33 Karte                                                                         | repräsentatives, dreigeschossiges Mehrfamilien-Wohnhaus in Reihenbauweise im Stil der Reformarchitektur, entworfen von dem für die Moerser Architekturgeschichte bedeutenden Architekten Heinrich Baumann. | 1904                     | 14.11.2024       |                 |
| weitere Bilder    | Averdunkshof                                                    | Vinn Averdunkshof 3/5 Karte                                                                          | dreiteilige Anlage; klassizistisches, ursprünglich barockes Haupthaus unter Franz Ludwig Zahn errichtet; Teil des ehemaligen Guts Fild, zu dem auch das benachbarte Martinstift gehörte; südlich anschließende Hofanlage | vor 1784                 | 27.04.1987       | 59              |
| BW                | Katholische Kirche St. Ludger                                   | Kapellen Bahnhofstraße 12 Karte                                                                      | Architekt: Josef Lehmbrock; Glockenturm 2015 abgerissen | 1965–1967                | 16.10.2017       | 130             |
| weitere Bilder    | Hörnemannshof                                                   | Achterathsheide Bahnhofstraße 315 Karte                                                              | Der Vierkantshofe wurde 1640 in den Mercator-Karten unter dem Namen „De Horn“ erstmals urkundlich erwähnt. Das Herrenhaus wurde 1840 im französischen Stil erbaut. Die Nordscheune zählt zu den größten Scheunen am Niederrhein. Die Hofanlage wurde mehrfach renoviert und beherbergt heute Wohn- und Gewerbeeinheiten. | 1640 2 1840              | 11.06.1991       | 74              |
| weitere Bilder    | Barbaraschule                                                   | Meerbeck Barbarastraße 10/12 Karte                                                                   | | 1907                     | 31.05.1988       | 67              |
| weitere Bilder    | Kriegerdenkmal                                                  | Meerbeck Bismarckstraße Karte                                                                        | | 1933–1934                | 09.04.2015       | 124             |
| weitere Bilder    | Wohngebäude                                                     | Asberg Bonifatiusstraße 61 Karte                                                                     | |                          | 08.11.1985       | 53              |
| weitere Bilder    | Wohngebäude                                                     | Mitte Burgstraße 10/12 Karte                                                                         | | 1776                     | 10.06.1985       | 52              |
| weitere Bilder    | Peterhof                                                        | Vennikel Buschmannsweg 1/3 Karte                                                                     | Südlich des Schlosses Lauersfort liegt der Peterhof, eine mehrteilige Hofanlage, bestehend aus einem in klassizistischen Formen erbauten ehemaligen Herrenhaus und zwei Wirtschaftsgebäuden | um 1830                  | 06.05.1982       | 15              |
| weitere Bilder    | Feuerwehr-Gerätehaus                                            | Scherpenberg Cecilienstraße 38 Karte                                                                 | Ensemble mit dem benachbarten ehemaligen Schulgebäude („Cecilienschule“). Feuerwehrhaus für den im April 1906 gegründeten Löschzug Scherpenberg-Hochstraß, entworfen von Stadtbaumeister Bruno Rothe, der bis 1910 auch der erste Löschzugführer war. Es gehört heute zum Löschzug 4 Scherpenberg der Freiwilligen Feuerwehr Moers. Es handelt sich um ein Backsteingebäude mit zeittypischen Verzierungen. Es wurde 1990 renoviert, wobei auch die heutige moderne Fahrzeughalle erbaut wurde. | 1908                     | 09.09.1987       | 62              |
| weitere Bilder    | ehemaliges Schulgebäude                                         | Scherpenberg Cecilienstraße 40 Karte                                                                 | Ensemble mit dem benachbarten Feuerwehrhaus des Löschzugs Scherpenberg. Von Stadtbaumeister Bruno Rothe entworfenes Schulgebäude, im Volksmund „Cecilienschule“ genannt, dessen Bau im Juni 1907 begann. Die zehn Klassen starke evangelische Volksschule wurde am 15. Juni 1908 feierlich eröffnet und 1912 um drei katholische Klassen erweitert. 1967 wurde sie vorübergehend zu einer städtischen Gemeinschaftsgrundschule umgebaut und war ab 1968 die Hauptschule Moerserheide, die wiederum 1984 geschlossen wurde. Anschließend zwischenzeitlich von der städtischen Volkshochschule und Radio KW genutzt. Zwischen 2017 und 2018 umfangreich saniert und zu barrierefreien Wohnungen sowie einer Tagespflegeeinrichtung umgebaut. Es handelt sich um ein Backsteingebäude mit zeittypischen Verzierungen, im Inneren Jugendstilornamente und originale Treppenhäuser mit verzierten Geländern. | 1907–1908                | 09.09.1987       | 62              |
| weitere Bilder    | ehemaliger Wasserturm des neuen Güterbahnhofs Moers             | Asberg Chemnitzer Straße 22 Karte                                                                    | | 1928                     | 01.06.2023       |                 |
| weitere Bilder    | Ehrenmal Kapellen                                               | Kapellen Ehrenmalstraße Karte                                                                        | | 1926                     | 17.09.2007       | 114             |
| BW                | ehemalige katholische Volksschule (Alexanderschule)             | Hochstraß Ernst-Holla-Straße 11 Karte                                                                | | ab 1907                  | 17.08.2020       | 131             |
| weitere Bilder    | Tubis Kull                                                      | Mitte Essenberger Straße 6 a/b/c/Xantener Straße 2/4/6 Karte                                         | | 1926                     | 28.07.1988       | 68              |
| weitere Bilder    | Schlachthofgaststätte                                           | Mitte Essenberger Straße 7 Karte                                                                     | | 1907                     | 04.07.1994       | 110             |
| weitere Bilder    | Schlachthof                                                     | Mitte Essenberger Straße 8 Karte                                                                     | nach den Plänen des Architekten Walter Frese als Backsteingebäude im Jugendstil erbaut, am 30. August 1905 feierlich eröffnet | 1904–1905                | 07.07.1987       | 61              |
| BW                | Zeche Rheinpreußen, Schacht 5/9: Nördliches Fördermaschinenhaus | Meerbeck Eurotec-Ring Karte                                                                          | | um 1905                  | 14.11.2024       |                 |
| weitere Bilder    | Zeche Rheinpreußen, Schacht 5/9: Verwaltungs- und Kauengebäude  | Meerbeck Eurotec-Ring 15/19 Karte                                                                    | | um 1905                  | 14.11.2024       |                 |
| BW                | Zeche Rheinpreußen, Schacht 5/9: Südliches Fördermaschinenhaus  | Meerbeck Eurotec-Ring 16/18 Karte                                                                    | | um 1905                  | 14.11.2024       |                 |
| BW                | Zeche Rheinpreußen, Schacht 5/9: Werkstattgebäude               | Meerbeck Eurotec-Ring 23/25/27/31 Karte                                                              | | um 1905                  | 14.11.2024       |                 |
| Wohngebäude       | Wohngebäude                                                     | Mitte Fieselstraße 6 Karte                                                                           | Teil der Oranischen Häusergruppe, die durch das städtebauliche Ensemble der Haagstraße und Fieselstraße gebildet wird; im Westen der Moerser Innenstadt | um 1640                  | 18.09.1991       | 80              |
| Wohngebäude       | Wohngebäude                                                     | Mitte Fieselstraße 13 Karte                                                                          | Teil der Oranischen Häusergruppe, die durch das städtebauliche Ensemble der Haagstraße und Fieselstraße gebildet wird; im Westen der Moerser Innenstadt | um 1640                  | 18.09.1991       | 81              |
| weitere Bilder    | Wohngebäude                                                     | Mitte Fieselstraße 14 Karte                                                                          | Teil der Oranischen Häusergruppe, die durch das städtebauliche Ensemble der Haagstraße und Fieselstraße gebildet wird; im Westen der Moerser Innenstadt | um 1640                  | 18.09.1991       | 82              |
| Wohngebäude       | Wohngebäude                                                     | Mitte Fieselstraße 15 Karte                                                                          | Teil der Oranischen Häusergruppe, die durch das städtebauliche Ensemble der Haagstraße und Fieselstraße gebildet wird; im Westen der Moerser Innenstadt | um 1640                  | 18.09.1991       | 83              |
| weitere Bilder    | Klompenwenkel                                                   | Mitte Fieselstraße 22/24 Karte                                                                       | Eckbebauung an der Kreuzung Fieselstraße / Neustraße als Teil der Oranischen Häusergruppe, die durch das städtebauliche Ensemble der Haagstraße und Fieselstraße gebildet wird; im Westen der Moerser Innenstadt; Fieselstraße 24 als zweieinhalbgeschossiges, schmales Wohngebäude mit auffälligem Schweifgiebel, bekannt unter dem Namen Klompenwenkel oder Klompenwinkel | 1640                     | 06.05.1982       | 13              |
| Wohngebäude       | Wohngebäude                                                     | Mitte Fieselstraße 28 Karte                                                                          | Teil der Oranischen Häusergruppe, die durch das städtebauliche Ensemble der Haagstraße und Fieselstraße gebildet wird; im Westen der Moerser Innenstadt | um 1640                  | 18.09.1991       | 84              |
| Wohngebäude       | Wohngebäude                                                     | Mitte Fieselstraße 30 Karte                                                                          | Teil der Oranischen Häusergruppe, die durch das städtebauliche Ensemble der Haagstraße und Fieselstraße gebildet wird; im Westen der Moerser Innenstadt | um 1640                  | 18.09.1991       | 85              |
| Wohngebäude       | Wohngebäude                                                     | Mitte Fieselstraße 32 Karte                                                                          | Teil der Oranischen Häusergruppe, die durch das städtebauliche Ensemble der Haagstraße und Fieselstraße gebildet wird; im Westen der Moerser Innenstadt | um 1640                  | 18.09.1991       | 86              |
| Wohngebäude       | Wohngebäude                                                     | Mitte Fieselstraße 34 Karte                                                                          | Teil der Oranischen Häusergruppe, die durch das städtebauliche Ensemble der Haagstraße und Fieselstraße gebildet wird; im Westen der Moerser Innenstadt | um 1640                  | 18.09.1991       | 87              |
| weitere Bilder    | Martinstift                                                     | Vinn Filder Straße 126 Karte                                                                         | | 1841–1843 1890           | 06.05.1982       | 9               |
| weitere Bilder    | THS-Siedlung Repelen                                            | Repelen Freiligrathstraße/Heinestraße/Herzogstraße/Kamper Straße/Lauffstraße/Lintforter Straße Karte | | 1930–1936                | 18.04.1984       | 109             |
| weitere Bilder    | Evangelische Kirche Utfort                                      | Utfort Friedenstraße Karte                                                                           | | 1906                     | 23.06.1986       | 56              |
| weitere Bilder    | Brücke                                                          | Mitte Haagstraße Karte                                                                               | | 1911                     | 06.05.1982       | 6               |
| weitere Bilder    | Amtsgericht                                                     | Mitte Haagstraße 7 Karte                                                                             | [ 6 ] | 1911–1913                | 10.02.1988       | 63              |
| weitere Bilder    | ehemaliges Gefängnis                                            | Mitte Haagstraße 7a/9 Karte                                                                          | ehemaliges Gerichtsgefängnis | 1913–1914                | 10.02.1988       | 64              |
| weitere Bilder    | Evangelisches Gemeindehaus                                      | Mitte Haagstraße 11 Karte                                                                            | von Ferdinand Revermann entworfenes sogenanntes „Tersteegenhaus“ | 1949–1950                | 28.04.2016       | 128             |
| weitere Bilder    | Wohngebäude                                                     | Mitte Haagstraße 24 Karte                                                                            | | 1619                     | 13.04.1983       | 18              |
| weitere Bilder    | Scheidtmannsches Haus                                           | Mitte Haagstraße 26 Karte                                                                            | Das von Oberamtmann Matthias Scheidtmann 1794 an der Stelle eines ehemaligen Gebäudes der Familie Müntz erbaute Haus wurde im Stil des Klassizismus mit leicht vorgesetztem, dreiachsigen Mittelrisalit erbaut. 1823 wurde es vom neu gegründeten Moerser Lehrerseminar bezogen. Es bot Platz für 30 Seminaristen. Als dies nicht mehr ausreichte, errichtete man für das Lehrerseminar 1866 ein neues Gebäude zwischen Wilhelm-Schroeder-Straße und Ostring (seit 1925 Gymnasium Adolfinum). Heute nutzt die Caritas das Scheidtmannsche Haus. | 1794                     | 13.04.1983       | 19              |
| weitere Bilder    | Wohngebäude                                                     | Mitte Haagstraße 28/30 Karte                                                                         | |                          | 01.11.1984       | 20              |
| Wohngebäude       | Wohngebäude                                                     | Mitte Haagstraße 53 Karte                                                                            | Teil der Oranischen Häusergruppe, die durch das städtebauliche Ensemble der Haagstraße und Fieselstraße gebildet wird; im Westen der Moerser Innenstadt | um 1640                  | 14.11.1983       | 27              |
| Wohngebäude       | Wohngebäude                                                     | Mitte Haagstraße 55 Karte                                                                            | Teil der Oranischen Häusergruppe, die durch das städtebauliche Ensemble der Haagstraße und Fieselstraße gebildet wird; im Westen der Moerser Innenstadt | um 1640                  | 14.11.1983       | 28              |
| weitere Bilder    | Wohngebäude                                                     | Mitte Haagstraße 57 Karte                                                                            | Teil der Oranischen Häusergruppe, die durch das städtebauliche Ensemble der Haagstraße und Fieselstraße gebildet wird; im Westen der Moerser Innenstadt | 1640                     | 14.11.1983       | 29              |
| Wohngebäude       | Wohngebäude                                                     | Mitte Haagstraße 59 Karte                                                                            | Teil der Oranischen Häusergruppe, die durch das städtebauliche Ensemble der Haagstraße und Fieselstraße gebildet wird; im Westen der Moerser Innenstadt | um 1640                  | 14.11.1983       | 30              |
| weitere Bilder    | Wohngebäude                                                     | Mitte Haagstraße 61/63 Karte                                                                         | Teil der Oranischen Häusergruppe, die durch das städtebauliche Ensemble der Haagstraße und Fieselstraße gebildet wird; im Westen der Moerser Innenstadt | 1640                     | 06.05.1982       | 12              |
| weitere Bilder    | Wohngebäude                                                     | Mitte Haagstraße 62 Karte                                                                            | Teil der Oranischen Häusergruppe, die durch das städtebauliche Ensemble der Haagstraße und Fieselstraße gebildet wird; im Westen der Moerser Innenstadt | um 1640                  | 08.10.1991       | 90              |
| weitere Bilder    | Friedhof Repelen                                                | Repelen Hoher Weg/Johann-Steegmann-Allee Karte                                                       | Der Friedhof Repelen wurde 1910 außerhalb des damaligen Dorfes angelegt. Seit Januar 1913 wird hier bestattet. |                          | 25.01.2016       | 126             |
| weitere Bilder    | Agnetenhof                                                      | Holderberg Holderberger Straße 169/171/173 Karte                                                     | [ 11 ] | 1826 1                   | 08.09.2008       | 117             |
| BW                | Wohn- und Geschäftshaus (ehem. Städtische Sparkasse)            | Mitte Homberger Straße 31 Karte                                                                      | | um 1900 1910–1911        | 25.01.2024       |                 |
| BW                | Katholischen Kirche St. Konrad                                  | Scherpenberg Homberger Straße 344 Karte                                                              | Architekt: Alfons Boklage; erster Spatenstich: 7. September 1952; Grundsteinlegung: 8. Februar 1953; Weihe: 19. Oktober 1953. Backsteinbasilika mit als Eingangsfassade gestalteter Giebelfront, in die zwei Eingangsportale eingefügt sind. Umfasst die Kirche inklusive östlich angebauter Sakristei sowie ihrer Ausstattung ohne Orgel aus den 1970er Jahren. | 1952–1953                | 21.03.2019       |                 |
| Hofanlage         | Hofanlage                                                       | Achterathsheide Hülskensweg 52/52a/52b/54/54a/54c Karte                                              | Hülskenshof auf der Gemarkung Groß op Hüls, letzter der verbleibenden drei op-Hüls-Höfe am Hülskensweg; Synonym wird auch der Name Groß op Hüls Hof verwendet. Urkundliche Erwähnung unter dem Namen Hülskenshof findet der Hof erstmals im Erbgang von 1733. Die Geschichte des Hofes geht zurück in die Zeit zwischen dem 5. und 10. Jahrhundert nach Chr. Nach umfangreicher Sanierung durch den Eigentümer dient der Hof einem kleinen landwirtschaftlichen Betrieb der ökologisch wirtschaftet und nach EG-Öko-VO Bio-Zertifiziert ist. Außerdem finden sich in den alten Stallungen Büros. |                          | 06.03.2017       | 129             |
| weitere Bilder    | ehemalige Pumpanlage Repelen                                    | Rheinkamp Im Meerfeld 69 Karte                                                                       | ehemaliges Pumpwerk aus den 1920er Jahren; nach 1990 stillgelegt, weil sich der Senkungsschwerpunkt des Geländes durch Bergsenkungen von über 6 m im Laufe der Zeit verschoben hatte; neue Nutzung durch den Geigenbauer Gies | 1920er Jahre             | 06.10.2009       | 118             |
| weitere Bilder    | Statue der Kurfürstin von Brandenburg                           | Mitte Kastell Karte                                                                                  | Statue der Brandenburgischen Kurfürstin Luise Henriette von Heinrich Baucke | 1904                     | 12.08.1991       | 91              |
| weitere Bilder    | Wohngebäude                                                     | Mitte Kastell 3 Karte                                                                                | |                          | 14.08.1984       | 42              |
| weitere Bilder    | Wohngebäude                                                     | Mitte Kastell 3a Karte                                                                               | |                          | 14.08.1984       | 43              |
| weitere Bilder    | ehemaliges Kreisständehaus                                      | Mitte Kastell 5 Karte                                                                                | als Kreisständehaus bzw. Landratsamt im Stil der sogenannten „deutschen Renaissance“ errichteter Verwaltungsbau; 1984–2010 durch die Volkshochschule genutzt | 1898–1900                | 10.04.1984       | 36              |
| weitere Bilder    | Terheydenhaus                                                   | Mitte Kastell 6 Karte                                                                                | | 1. Hälfte des 19 Jhs.    | 02.12.1991       | 94              |
| weitere Bilder    | Weißes Haus                                                     | Mitte Kastell 7b Karte                                                                               | | 1841–1842                | 02.12.1991       | 100             |
| weitere Bilder    | Pulverhäuschen                                                  | Mitte Kastell 7d Karte                                                                               | | vor 1663 2               | 1983             | 25              |
| weitere Bilder    | Grafschafter Schloss                                            | Mitte Kastell 9 Karte                                                                                | | 12. Jh.                  | 06.05.1982       | 1               |
| weitere Bilder    | Katholischer Kindergarten                                       | Mitte Kastell 11 Karte                                                                               | Marienheim | 1778–1779                | 10.06.1985       | 50              |
| weitere Bilder    | Wohngebäude                                                     | Mitte Kirchstraße 2a Karte                                                                           | |                          | 10.04.1984       | 40              |
| weitere Bilder    | Wohngebäude                                                     | Mitte Kirchstraße 4 Karte                                                                            | | 1885                     | 10.04.1984       | 41              |
| weitere Bilder    | Adler-Apotheke                                                  | Mitte Kirchstraße 6 Karte                                                                            | | 1685                     | 27.06.1983       | 23              |
| Wohngebäude       | Wohngebäude                                                     | Mitte Kirchstraße 10 Karte                                                                           | | 1635                     | 31.03.1992       | 104             |
| weitere Bilder    | Haus Rösgen                                                     | Mitte Kirchstraße 38 Karte                                                                           | Bürgerhaus; klassizistische Fassade aus dem Jahr 1780 | 1677                     | 06.05.1982       | 11              |
| weitere Bilder    | Katholische Pfarrkirche St. Josef                               | Mitte Kleine Allee Karte                                                                             | Die dreischiffige neugotische Pseudobasilika aus Backsteinmauerwerk wurde von 1868 bis 1871 mit Dreiapsidenschluss, fünf Jochen und vorgesetztem Westturm erbaut. Das Turm-Obergeschoss und der Helm wurden nach einem Brand 1930/1931 erneuert, der Entwurf stammte von Architekt Franken in Kempen. Durch Kriegsschäden wurden die Maßwerksfenster zerstört und durch schmale ungegliederte Fenster ersetzt. Zwei mal vier Rundpfeiler mit je vier Diensten trennen die Schiffe; am Gewölbeansatz der Kreuzrippengewölbe liegen jeweils drei Rippen dem Dienst auf. Die Blattkapitelle mit reichem naturalistischen Laubwerk entstanden in Anlehnung an die Stiftskirche St. Viktor in Xanten. Die drei Chorfenster nach Entwurf von Heinrich Dieckmann wurden 1958 ausgeführt durch die Glasmaler Josef und Hans Mencke in Goch; sie zeigen in der Mitte die Auferstehung Christi, links und rechts Darstellungen aus dem Leben der beiden Patrone St. Josef und St. Thekla. In dem ziemlich schmucklosen Chorraum steht eine Heimsuchungsgruppe des 18. Jahrhunderts aus Holz in bewegten, etwas schweren Formen des flämischen Barocks. Stilistische Verbindungen lassen sich auch zum Werk von Gabriel de Grupello knüpfen. Altar, Ambo und Tabernakelstele in Sandstein entstanden 1982–1983 nach einem Entwurf von Ursula Legge-Suwelack (Bonn). Die beiden Wandbilder im Chorraum aus der Bauzeit zeigen die Geburt Christi und den Tod des hl. Josef, sie wurden nach der Renovierung entdeckt und 1985 restauriert. Im Turmraum ist das 1865 von Friedrich Baudri entworfene Glasgemälde „Das Wasserwunder des hl. Clemens“ zu sehen. | 1868–1871                | 06.05.1982       | 3               |
| weitere Bilder    | Friedhof                                                        | Mitte Klever Straße 20 Karte                                                                         | Der Friedhof, der den Bürgern der Moerser Innenstadt als Begräbnisstätte dient, besteht aus drei Teilen. An den Hauptfriedhof schließt sich ein Ehrenfriedhof insbesondere für die Gefallenen der beiden Weltkriege an. Dahinter liegt im dritten Teil der jüdische Friedhof, auf dem Grabsteine Moerser jüdischer Bürger, soweit sie noch vorhanden sind, aufgestellt wurden. Vor einem kleinen mit Birken bepflanzten Hügel steht ein als Grabmal gestaltetes Denkmal für die aus Moers verschleppten und ermordeten jüdischen Mitbürger. Denkmalgeschützt ist auch die neugotische Friedhofskapelle aus dem Jahr 1884, die zur Kapelle führende Allee sowie die Friedhofsmauer. | 1883–1884                | 27.11.2006       | 112             |
| Wohngebäude       | Wohngebäude                                                     | Mitte Klosterstraße 2 a/b/c Karte                                                                    | südlicher Teil des Patrizierhauses der Löwen-Apotheke | 17. Jh.                  | 27.06.1983       | 24              |
| weitere Bilder    | Evangelische Stadtkirche                                        | Mitte Klosterstraße 5 Karte                                                                          | Kern der heutigen aus verschiedenen Bauzeiten stammenden Anlage ist die einschiffige ehemalige Karmeliter-Klosterkirche von 1448. Ältester Teil ist der Bereich des ersten westlichen Gewölbejochs, in dem noch Baureste der ersten Johanniskapelle aus der Mitte des 14. Jahrhunderts erhalten geblieben sind. Von den Wandfresken ist nur eine Darstellung der Hl. Barbara zu erkennen. 1656 wurde die nunmehr reformierte Pfarrkirche durch den Anbau von Querarmen kreuzförmig erweitert, wobei das südliche Querschiff auf den Innenmauern des alten Kreuzgangs errichtet wurde. 1843 erhielt die Kirche ein neugotisches gusseisernes Fenstermaßwerk mit Fischblasenmuster; im Innern wurde ein gepliestertes Kreuzgewölbe über hölzernen Rippen eingezogen. Der vorgesetzte, dreigeschossige Westturm in Backsteinmauerwerk besteht aus drei quadratischen und einem oktogonalen Turmgeschoss mit spitzbogigen Schallöffnungen und trägt eine Maßwerksgalerie und eine achteckige schiefergedeckte Spitzhaube; die Bauzier wurde in Werkstein ausgeführt. Nördlich angesetzt ist ein polygonaler Treppenturm. Das Westportal mit vorgelagerter Freitreppe hat ein spitzbogiges Stufengewände mit krabbenbesetztem Maßwerksgiebel. Darüber sitzt ein großes spitzbogiges Fenster in Tuffsteingewände mit Maßwerk. Der Turm wurde 1891 nach dem Vorbild der Christuskirche in Bochum in neugotischen Formen errichtet. Von der Inneneinrichtung sind besonders zu erwähnen die Orgel mit dem barocken Prospekt von 1787 aus der Werkstatt des Orgelbauers Gerhard Schrey. Bei dem Umbau von 1959 wurde das alte Gehäuse in Hauptorgel und Rückpositiv geteilt. Zwei große flämische Messing-Kronleuchter mit acht Armen sind von 1628 und 1634, fünf kleinere von 1639. Das große Bild des auferstandenen Christus im Mittelfenster der Chorapsis stammt von 1927. Hinzuweisen ist auf die beiden großen Schrifttafeln von 1616; einmal mit den Zehn Geboten als Stiftung des Bürgermeisters Arnold Stüning, zu dem noch ein kleineres Epitaph mit den Sterbesprüchen des Bürgermeisters gehört; zum anderen das Apostolische Glaubensbekenntnis neben den Sterbesprüchen des Rentmeisters Adolph von Goor und seiner Frau († 1638) mit einem erwähnenswerten Schriftbild. Kanzel und Kirchengestühl stammen im Wesentlichen von 1843. An der Steinstraße existiert ein Durchgang zum nördlichen Querhaus mit einem Spitzbogen als ehemaliger Zugang zum früheren Rathaus, das sich südlich hiervon anschloss. | 1363 1448–1452 1889–1891 | 06.05.1982       | 2               |
| weitere Bilder    | Katholische Kirche St. Marien                                   | Hochstraß Königsberger Straße 21 Karte                                                               | Architekt: Josef Franke; im Inneren verändert | 1928–1929                | 10.06.1985       | 46              |
| BW                | Naturfreibad Bettenkamper Meer                                  | Vinn Krefelder Straße 190 Karte                                                                      | umfasst den Riegel mit den Umkleidekabinen und das Kassenhäuschen inklusive Schriftzug „Städtisches Freibad Moers“ von 1924 sowie den südlichen Anbau von 1938 und als Teil des Außengeländes den Aufbau in Rasen-Liegeflächen vor den Umkleiden sowie die betonierte Uferböschung mit Treppenanlagen ins Wasser sowie die bauzeitlichen Geländer, welche sich an der südlichsten und größten Treppenanlage befinden. Die Imbissbude und ein Lagerhäuschen im nördlichen Teil sind neueren Datums und nicht geschützt. | 1924 1938                | 13.06.2024       |                 |
| BW                | Tenhagenhof                                                     | Achterathsheide Krefelder Straße 280 Karte                                                           | umfasst das Herrenhaus und das südlich angrenzende Stallgebäude des Tenhagenhofs, der im äußersten Südwesten des Moerser Stadtgebiets an der Grenze zu Neukirchen-Vluyn liegt |                          | 24.08.2007       | 113             |
| weitere Bilder    | Schloss Lauersfort                                              | Holderberg Lauersforter Straße 35 Karte                                                              | Herrenhaus, Vorburg, Reiterhof und weitere Nebengebäude | 14. Jh. 1                | 06.05.1982       | 8               |
| BW                | Friedhof Meerbeck                                               | Meerbeck Lindenstraße Karte                                                                          | |                          | 25.01.2016       | 127             |
| weitere Bilder    | Kriegerdenkmal                                                  | Schwafheim Maria-Djuk-Straße Karte                                                                   | | 1936–1937                | 09.05.2015       | 125             |
| weitere Bilder    | Peschkenhaus                                                    | Mitte Meerstraße 1 Karte                                                                             | [ 15 ] | um 1460                  | 06.05.1982       | 10              |
| weitere Bilder    | Evangelische Pfarrkirche Kapellen                               | Kapellen Moerser Straße Karte                                                                        | als Kapelle vor 1300 errichtet, seit 1560 evangelische Kirche, im Dreißigjährigen Krieg verwüstet und ab 1657 instand gesetzt | vor 1300                 | 06.05.1982       | 5               |
| weitere Bilder    | Pastorat Kapellen                                               | Kapellen Moerser Straße 4 Karte                                                                      | |                          | 10.06.1985       | 47              |
| weitere Bilder    | Gatermann-Haus                                                  | Kapellen Moerser Straße 9 Karte                                                                      | Die Hofanlage des ehemaligen Germerdonkshofs wurde 1538 erstmals urkundlich erwähnt. Das denkmalgeschützte Wohngebäude ist unter dem Namen „Gatermann-Haus“ bekannt, benannt nach den Familien Gatermann und Butz als Eigentümern nach 1900. | 1538 2                   | 10.06.1985       | 49              |
| weitere Bilder    | Villa und ehemaliges Remisenhaus                                | Kapellen Moerser Straße 14/16 Karte                                                                  | Wohnhaus Moerser Straße 14 in Form einer Villa in historistischer Formensprache, nördlich schließt sich der ehemalige Wirtschaftstrakt an; Östlich befindet sich freistehend die ehemalige Remise, die mittlerweile zum Wohnhaus (Hausnummer 16) umgebaut wurde. Mit zum Denkmal gehören auch die umliegenden Gärten an der Süd- und Westfront, die Allee sowie die das Grundstück umschließende Einfriedung. Eine Reparatur der Bergbauschäden mit Umgestaltung der Villa erfolgte zwischen 2007 und 2008. | 1906                     | 10.09.1992       | 105             |
| weitere Bilder    | Statue König Friedrichs I.                                      | Mitte Neumarkt Karte                                                                                 | Statue von Bildhauer Heinrich Baucke; Unter dem Kurfürsten und ersten preußischen König Friedrich I. kam Moers zu Brandenburg-Preußen. | 1902                     | 12.08.1991       | 93              |
| weitere Bilder    | Brücke                                                          | Mitte Neustraße Karte                                                                                | |                          | 06.05.1982       | 7               |
| Wohngebäude       | Wohngebäude                                                     | Mitte Neustraße 30 Karte                                                                             | |                          | 26.03.1987       | 58              |
| Wohngebäude       | Wohngebäude                                                     | Mitte Neustraße 32 Karte                                                                             | |                          | 18.09.1991       | 89              |
| weitere Bilder    | Wohngebäude                                                     | Mitte Neustraße 37 Karte                                                                             | | 1899                     | 16.08.1988       | 69              |
| weitere Bilder    | Café Mehrhoff „Altes Brauhaus“                                  | Mitte Neustraße 40 Karte                                                                             | | 1901                     | 18.11.2021       |                 |
| weitere Bilder    | Wohngebäude                                                     | Mitte Niederstraße 30 Karte                                                                          | |                          | 10.06.1985       | 51              |
| weitere Bilder    | Kaiser-Wilhelm-Denkmal                                          | Mitte Ostring Karte                                                                                  | Denkmal für Kaiser Wilhelm I. in Form eines Obelisken mit Porträtmedaillon des Kaisers | 1890                     | 12.08.1991       | 92              |
| weitere Bilder    | Muspasch-Siedlung                                               | Repelen Oststraße/Pattbergstraße/Sternstraße Karte                                                   | | 1927                     | 12.11.2009       | 119             |
| BW                | Wohnhaus                                                        | Mitte Otto-Ottsen-Straße 35 Karte                                                                    | | um 1906                  | 07.09.2023       |                 |
| BW                | Siedlung „Pestalozzidorf Utfort“                                | Utfort Pestalozzistraße 1–22/24/26/28 Karte                                                          | | 1951–1952 1950er Jh.     | 25.04.2024       |                 |
| Wohngebäude       | Wohngebäude                                                     | Mitte Pfefferstraße 14 Karte                                                                         | |                          | 08.11.1985       | 54              |
| weitere Bilder    | Wohngebäude                                                     | Mitte Repelener Straße 32 Karte                                                                      | |                          | 28.02.2005       | 111             |
| weitere Bilder    | Heckrath-Haus                                                   | Mitte Repelener Straße 75 Karte                                                                      | |                          | 15.01.1985       | 45              |
| weitere Bilder    | Friedhofskapelle                                                | Mitte Rheinberger Straße/Mühlenstraße Karte                                                          | Die Alte Friedhofskapelle wurde 1803 auf den Grundmauern des alten Chors der ehemaligen katholischen Bonifatiuskirche aus dem 11. Jahrhundert errichtet, die im 17. Jahrhundert durch Kriegswirren zerstört worden war. Bei der Saalkirche handelt es sich um einen verputzten Ziegelbau mit abgeschrägten Ecken und flacher Decke. Sie steht zentral auf dem bis 1880 genutzten ehemaligen Friedhof an der Rheinberger Straße, des ältesten von Moers. Der Friedhof mit bis zu 400 Jahre alten Grabsteinen wird mittlerweile als Park genutzt. | 1803                     | 14.11.1983       | 26              |
| weitere Bilder    | Wohngebäude                                                     | Mitte Rheinberger Straße 58 Karte                                                                    | |                          | 24.09.1991       | 79              |
| Rathaus Rheinkamp | Rathaus Rheinkamp                                               | Utfort Rheinberger Straße 194 Karte                                                                  | [ 27 ] [ 28 ] | 1910–1912                | 15.01.1985       | 44              |
| weitere Bilder    | Kapelle Strommoers                                              | Kohlenhuck Rheinberger Straße 698 Karte                                                              | [ 29 ] [ 30 ] | unbekannt                | 01.09.2008       | 116             |
| weitere Bilder    | Maschinenhalle der Schachtanlage Pattberg                       | Repelen Rheinlandstraße Karte                                                                        | | 1932                     | 01.06.2012       | 122             |
| weitere Bilder    | Vredenhof                                                       | Hochstraß Römerstraße 586 Karte                                                                      | ehemalige Wasserburg aus dem 17. Jahrhundert, erhalten als historischer Bauernhof im klassischen Baustil des unteren Niederrheins | 1649                     | 13.04.1983       | 21              |
| weitere Bilder    | Löwen-Apotheke                                                  | Mitte Steinstraße 5 Karte                                                                            | Patrizierhaus, seit 1798 als Apotheke genutzt | 17. Jh.                  | 27.06.1983       | 24              |
| weitere Bilder    | Wohngebäude                                                     | Mitte Steinstraße 6 Karte                                                                            | |                          | 12.08.1991       | 78              |
| Wohngebäude       | Wohngebäude                                                     | Mitte Steinstraße 7 Karte                                                                            | |                          | 10.04.1984       | 38              |
| Wohngebäude       | Wohngebäude                                                     | Mitte Steinstraße 9 Karte                                                                            | |                          | 10.04.1984       | 39              |
| weitere Bilder    | Wohngebäude                                                     | Mitte Steinstraße 15 Karte                                                                           | | vor 1900                 | 12.01.1988       | 65              |
| weitere Bilder    | Wohngebäude                                                     | Mitte Steinstraße 18a/20 Karte                                                                       | ehemaliges Geschäftshaus Gerhard Pannen | 1765                     | 12.03.1990       | 72              |
| weitere Bilder    | Wohngebäude                                                     | Mitte Steinstraße 22 Karte                                                                           | | 1910                     | 02.12.1991       | 95              |
| weitere Bilder    | Wohngebäude                                                     | Mitte Steinstraße 24 Karte                                                                           | | um 1910                  | 17.12.1991       | 96              |
| Wohngebäude       | Wohngebäude                                                     | Mitte Steinstraße 32 Karte                                                                           | |                          | 31.03.1992       | 97              |
| weitere Bilder    | Wohngebäude                                                     | Mitte Steinstraße 33/Burgstraße 2 Karte                                                              | |                          | 17.12.1991       | 98              |
| Wohngebäude       | Wohngebäude                                                     | Mitte Steinstraße 34 Karte                                                                           | |                          | 22.05.1992       | 99              |
| Wohngebäude       | Wohngebäude                                                     | Mitte Steinstraße 36 Karte                                                                           | |                          | 02.12.1991       | 101             |
| weitere Bilder    | Wohngebäude                                                     | Mitte Steinstraße 45 Karte                                                                           | |                          | 18.12.1991       | 102             |
| weitere Bilder    | Kleiner Reichstag                                               | Mitte Uerdinger Straße 64 Karte                                                                      | | 1874                     | 17.04.1986       | 55              |
| weitere Bilder    | Altes Rathaus                                                   | Mitte Rathausplatz 1 Karte                                                                           | | 1950–1954                | 10.06.2008       | 115             |
| weitere Bilder    | Aumühle                                                         | Vinn Venloer Straße 40 Karte                                                                         | Wassermühle am Moersbach für die Bauerschaft in Hülsdonk; seit Mitte des 19. Jahrhunderts nicht mehr genutzt, 2011 komplett restauriert | 1608–1609                | 23.06.1982       | 16              |
| weitere Bilder    | Vinner Wasserturm                                               | Vinn Vinner Straße 32 Karte                                                                          | | 1901                     | 04.04.1989       | 70              |
| weitere Bilder    | Zeche Rheinpreußen, Schacht 4                                   | Hochstraß Zechenstraße/Franz-Haniel-Straße Karte                                                     | 1900–1904 abgeteuft, Hochbauten bis 1907 fertiggestellt, 1964 stillgelegt; Der Schacht ist ein Zeugnis für die Anfänge des Bergbaus auf Moerser Stadtgebiet. Zur Schachtanlage gehört das älteste erhaltene Doppelstreben-Fördergerüst. Das Fördermaschinenhaus als Gebäude mit dem höchsten Denkmalwert wird vom Grafschafter Museums- und Geschichtsverein betreut. | 1900–1907                | 08.05.1989       | 66              |
| weitere Bilder    | Ueltgesforthof                                                  | Hülsdonk Zum Ueltgesforthof 4–38 Karte                                                               | ehemaliger großer niederrheinischer Bauernhof in Form eines altfränkischen Vierkanthofes, dessen Stallungen in ein Wohnquartier umgebaut wurden (Zugang von der Parsickstraße) | 17. Jh.                  | 06.05.1982       | 14              |
| weitere Bilder    | Schlosspark                                                     | Mitte ohne Adresse Karte                                                                             | innerhalb der Wall- und Grabenanlage von Maximilian Weyhe angelegter Englischer Landschaftsgarten südlich der Moerser Innenstadt, der in mehreren Abschnitten erweitert wurde | ab 1836 (in Abschnitten) | 14.07.1989       | 71              |
| weitere Bilder    | Wall- und Grabenanlage                                          | Mitte ohne Adresse Karte                                                                             | Von Moritz von Oranien errichtete Verteidigungsanlage in Form eines fünfeckigen Sterns rund um die Moerser Burg innerhalb eines Wassergrabens mit einem Damm, der auch die Moerser Altstadt umschloss und der bis auf drei Öffnungen für den Verkehr bis in die Gegenwart erhalten ist. Die ursprünglichen Kastell-Bollwerke wurde unter Friedrich II. 1763/64 geschleift, nur der äußere Damm zum Hochwasserschutz ist erhalten. | 1605–1610 1763–1764      | 21.01.1993       | 103             |